# Ronaldo Andía
Ronaldo Paulo Andía Uculmana, noto semplicemente come Ronaldo Andía (Chincha Alta, 9 luglio 1997), è un calciatore peruviano, difensore del Santos de Nazca.

## Caratteristiche tecniche
È un terzino destro.

## Carriera

### Club
Cresciuto nelle giovanili dello Sport Huancayo, ha esordito in prima squadra il 18 maggio 2016 disputando l'incontro di Campeonato Descentralizado pareggiato 0-0 contro l'UTC Cajamarca.

### Nazionale
Con la nazionale Under-20 peruviana ha preso parte al Sudamericano Under-20 2017.